# Norman Borrett
Norman Francis Borrett (Wanstead, London, 1. listopada 1917. – Colchester, 10. prosinca 2004.) bio je engleski hokejaš na travi, ragbijaš (po pravilima rugby uniona), kriketaš i skvošač.
Osvojio je srebrno odličje igrajući za Uj. Kraljevstvo na hokejaškom turniru na Olimpijskim igrama 1948. u Londonu. Bio je kapetan britanskog sastava. Odigrao je svih 5 susreta kao obrambeni igrač.

## Vanjske poveznice
- Profil na DatabaseOlympics
- Profil  Arhivirana inačica izvorne stranice od 24. svibnja 2022. (Wayback Machine)
- Profil na CricInfo